# Șerbești (okręg Vrancea)
Șerbești – wieś w Rumunii, w okręgu Vrancea, w gminie Vidra. W 2011 roku liczyła 511
mieszkańców.